# Firuz Szach
Firuz Szach (ur. ?, zm. 1422) – sułtan Dekanu w latach 1397–1422, wnuk Abu-I Muzzaffar Ala ud-din I Bahman Szacha.
Dążąc do wzmocnienia władzy centralnej, zreformował administrację państwową. Powszechne niezadowolenie budziła jego polityka obsadzania wyższych urzędów państwowych niewolnikami.
Abdykował w 1422 r. na rzecz brata Ahmada I Szacha.

## Literatura
- Firuz Szach, [w:] M. Hertmanowicz-Brzoza, K. Stepan, Słownik władców świata, Kraków 2005, s. 727.